# Anabarilius duoyiheensis
Anabarilius duoyiheensis är en fiskart som beskrevs av Li, Mao och Lu 2002. Anabarilius duoyiheensis ingår i släktet Anabarilius och familjen karpfiskar. Inga underarter finns listade i Catalogue of Life.